# Sami Lahssaini
Sami Lahssaini (* 18. September 1998 in Lüttich) ist ein belgisch-marokkanischer Fußballspieler.

## Karriere
Der in Lüttich geborene Lahssaini begann seine Karriere beim städtischen Fußballverein Standard. Anschließend wechselte er zum RFC Seraing. Dort avancierte er zur Saison 2017/18 ins erste Team und spielte dort 28 Saisonspiele, wobei er einmal traf. Bis zur Winterpause 2018/19 kam er beim Drittligisten auf 15 Einsätze.
Im Januar 2019 wechselte Lahssaini zum Kooperationsverein FC Metz, wobei er jedoch für den Rest der Spielzeit leihweise noch bei Seraing verbrachte. Dieser Wechsel entstand jedoch nur durch einen gescheiterten Transfer zu seinem Ausbildungsverein Standard Lüttich zuvor. Dort wurde er bis zum Saisonende 2018/19 noch zwölf weitere Male eingesetzt, wodurch er insgesamt auf 27 Saisonspiele kam. Nachdem er 2019/20 lediglich einmal im Ligue-1-Kader stand und vorrangig für die Reservemannschaft auflief, wechselte er im Sommer 2020 für zwei Jahre auf Leihbasis zurück zum mittlerweile zweitklassig spielenden RFC Seraing. Direkt am ersten Spieltag gab er sein Profidebüt, als er in der Division 1B über 90 Minuten gegen den Lommel SK spielte. Insgesamt spielte er 21 Saisonspiele, wobei er drei Vorlagen gab, alle in einem Spiel, und zweimal in der Aufstiegsrelegation, welche er mit dem Verein gewann und aufstieg. In der höchsten belgischen Spielklasse debütierte er ebenfalls am ersten Spieltag, in der Startelf gegen die KV Kortrijk, wobei er sich in dem Spiel am Knie verletzte und lange ausfiel. Dadurch kam er nur auf 15 Ligaeinsätze 2021/22 und konnte auch an der erneut erfolgreich absolvierten Abstiegsrelegation nicht teilnehmen. Nach zwischenzeitiger Rückkehr nach Metz, wurde er auch für die Saison 2022/23 an Seraing verliehen. Dort war er erneut von einigen Verletzungen geplant, kam in der Spielzeit 2022/23 auf 22 Ligaeinsätze und schaffte mit dem Klub den Klassenerhalt dieses Jahr nicht. In der Hinrunde der Saison 2023/24 stand er wieder im Kader von Metz, wurde aber in keinem Spiel eingesetzt. Für die Rückrunde wechselte er daraufhin leihweise nach Belgien zu R.A.A. La Louvière.

## Erfolge
RFC Seraing
- Vizemeister der Division 1B und Sieger der Relegation: 2021  ▲